# 環境友善
環境友善（又稱環境友好、自然友善或綠色友好）一詞用來指一個商品、服務、建築、法律或政策對環境所造成的損害較少。此外，為了讓消費者能夠了解，通常受認證的環境友好商品或服務會貼上一個生態標籤，例如能源之星、北歐天鵝等。但由於國際上對於此概念尚無一致的定義，所以國際標準化組織（英語：International Organization for Standardization，簡稱）認為「環境友善」這個標籤太模糊，是沒有意義的。

## 各地定義

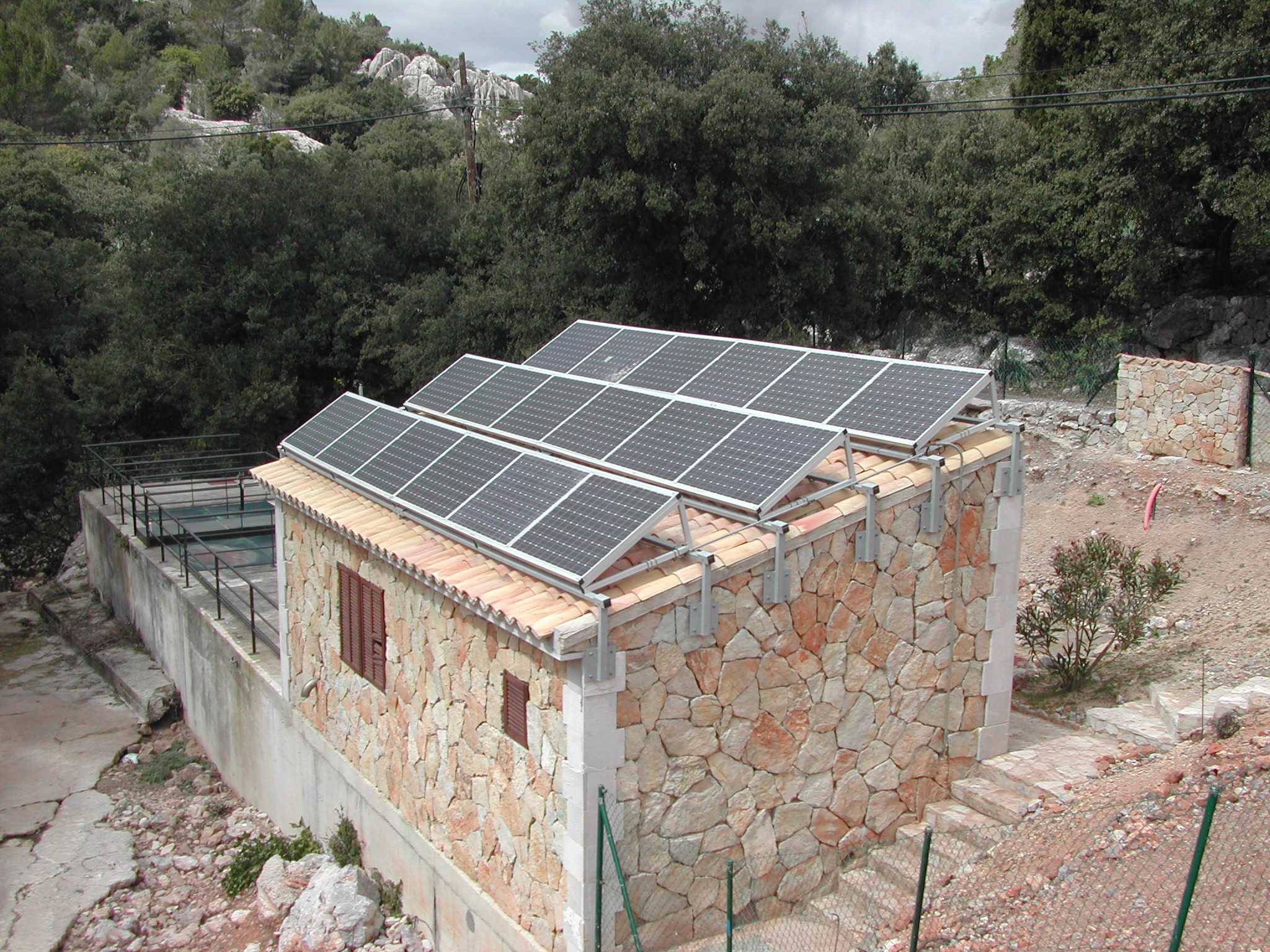
一個位在西班牙卡略馬島的太陽能污水處理設施

### 國際
目前國際上較普遍的環境友善計畫是能源之星（Energy Star），由美國於1992年發起，目的是要減少溫室氣體的排放。除了美國之外，歐洲聯盟、澳大利亞、加拿大、日本、紐西蘭和台灣地区也都有參與計畫。

### 歐洲
屬於歐洲聯盟成員以及符合環境友善標準的商品，經審核後會得到一枚生態標籤。除此之外，德國還會使用藍色天使認證標籤，北歐地區則是使用北歐天鵝認證標籤。

### 北美洲
在美國的綠色營銷方面，常出現沒有深入說明的標語，例如僅以「環境友善」一詞標示於商品，卻未說明標準如何。因此常造成環境友善定義上的混亂，但目前已有監管機構為業者提供相關指導。

在加拿大方面，則是有「環境選擇方案」（Environmental Choice Program）計畫，創立於1988年。只要通過審核，商品均可獲得環境友善的認證標籤。

## 外部連結
- （英文）沒有影響 對於實踐環境友善的相關意見
- （中文）環境保護產品分類 （页面存档备份，存于） 對於環境友善的產品，台灣環保署所訂定的標示分類介紹。